# 官位令
官位令（かんいりょう）は、令の篇目の1つ。大宝令・養老令ではともに第1番目に位置しており、全19条からなると推測されている。

## 概要
官職の位階への対応を定めたもので、親王の一品から四品までの4階、諸王・諸臣の正一位から少初位下までの30階について、位階に相応する四等官・品官・才伎長上など内長上の官職を列記している。唐令の官品令に相当するものであるが、官品を正一品から従九品下まで品階に分け、その尊卑を定める基準であり、それ自体が官人に与えられるものではなかった。日本の場合は、位階が各官人に与えられるものであり、官職につくには一定の位階を持たなければならないという、日本独自の官位相当制の原則があり、唐制に比して、より身分制的な性格を持っている。ほかにも軍功により与えられる勲位の規定もあり、十二等まであり、朝参行列などの際の勲位と位階の対応関係が示されていた。